# Jan Bondeson
Jan Bondeson (* 17. Dezember 1962) ist ein schwedischer Arzt und Schriftsteller.
Jan Bondeson studierte an der Universität Lund und nahm dann eine Lehrtätigkeit an der Universitätsklinik von Malmö auf. Er spezialisierte sich auf Rheumatologie. Auf diesem Gebiet forschte er in den 1990er Jahren an der Universität Lund in einem von Roger Sundler geleiteten Projekt. 1996 promovierte Bondeson mit Ergebnissen aus diesem Projekt und nahm eine Tätigkeit am Kennedy Institute of Rheumatology und am Charing Cross Hospital in London auf. Seit 2001 lehrt er an der Cardiff University.
Jan Bondeson verfasste neben zahlreichen Aufsätzen auch Bücher zu medizinhistorischen Themen, wobei er meist Fälle aufgriff, die der Sensationsgier von Sideshow-Besuchern entgegengekommen wären.

## Werke (Auswahl)
- The Feejee Mermaid and Other Essays in Natural and Unnatural History, 1999
- Lebendig begraben. Geschichte einer Urangst (englisch: Buried Alive. The Terrifying History of Our Most Primal Fear), 2002, ISBN 3-455-09364-7
- The London Monster. A Sanguinary Tale., 2002
- The Great Pretenders. The True Stories Behind Famous Historical Mysteries, 2004
- The Two-Headed Boy, and Other Medical Marvels, 2004
- Freaks. The Pig-Faced Lady of Manchester Quare and Other Medical Marvels, 2006
- The Cat Orchestra and the Elephant Butler. The Strange History of Amazing Animals, 2006
- Der Fall Olof Palme (englisch: Blood on the Snow. The Killing of Olof Palme), 2007, ISBN 3-86601-085-0
- CORNELL UNIV PR; Illustrated Edition (Hrsg.): Amazing Dogs: A Cabinet of Canine Curiosities. 2011, ISBN 978-0-8014-5017-4 (englisch).